# Tutusch II.
Tutusch II. († Spätjahr 1104) war im Jahr 1104 für wenige Wochen der nominelle Herrscher (malik) von Damaskus aus der türkstämmigen Dynastie der Seldschuken.
Tutusch war ein Sohn des Maliks Duqaq, der am 8. Juni 1104 (12. Ramaḍān 497 AH) starb und ihn zum testamentarischen Nachfolger bestimmte. Weil Tutusch zu diesem Zeitpunkt noch unmündig war, wurde für ihn Tughtigin als Tutor (Atabeg) bestimmt, der für die Zeit der Unmündigkeit die Regierungsgewalt ausüben sollte. Doch nur drei Monate später ließ der Atabeg den Bruder des Verstorbenen Herrschers, Bektasch, von Baalbek nach Damaskus führen und inthronisierte diesen am 17. September (24. Ḏū l-Ḥiǧǧa 947 AH) als neuen Herrscher. Aus Angst um sein Leben floh Bektasch nur einen Monat später aus Damaskus und kurz darauf starb auch Tutusch. 
Atabeg Tughtigin begründete darauf die Alleinherrschaft seiner Dynastie in Damaskus, die 1154 von den Zengiden und schließlich 1174 von den Ayyubiden beerbt werden sollte.

## Quelle
- Abū Yaʿlā ibn Asad ibn al-Qalānisī: „Fortsetzung zur Geschichte von Damaskus“ (Ḏail taʾrīḫ Dimašq), hrsg. und übersetzt ins Englische von Hamilton A. R. Gibb, The Damascus Chronicle of the Crusades (1932), S. 62–65.

| Vorgänger             | Amt                                                | Nachfolger |
| --------------------- | -------------------------------------------------- | ---------- |
| Schams al-Muluk Duqaq | Herrscher von Damaskus (Seldschuken-Dynastie) 1104 | Bektasch   |

| Personendaten    | Personendaten                          |
| ---------------- | -------------------------------------- |
| NAME             | Tutusch II.                            |
| KURZBESCHREIBUNG | seldschukischer Herrscher von Damaskus |
| GEBURTSDATUM     | 11. Jahrhundert                        |
| STERBEDATUM      | nach 17. September 1104                |